# Bharwari
Bharwari is een nagar panchayat (plaats) in het district Kaushambi van de Indiase staat Uttar Pradesh. 

## Demografie
Volgens de Indiase volkstelling van 2001 wonen er 14.776 mensen in Bharwari, waarvan 52% mannelijk en 48% vrouwelijk is. De plaats heeft een alfabetiseringsgraad van 59%. 